# Жданов Олександр Васильович
Олександр Васильович Жданов (нар. 26 березня 1919, Харків — пом. ?) — український радянський військовий диригент.

## Біографія
Народився 26 березня 1919 року в місті Харкові (нині Україна). В Червоній армії з 25 липня 1939 року. 1946 року закінчив Московську консерваторію (клас Ю. Тимофєєва).
У 1949—1950 роках працював диригентом, у 1950—1956 роках очолював оркестр штабу Прикарпатського військового округу у Львові; у 1956—1960 роках очолював оркестр Інстуту фізичної культури і спорту у Ленінграді; у 1960—1963 роках очолював військово-оркестрову службу Північної групи військ у Польщі; у 1963—1972роках очолював військово-оркестрову службу та бук художнім керівником оркестру Одеського військового округу; у 1972—1974 роках працював диригентом у Одеському об'єднанні музичних ансамблів; у 1974—1991 роках — художнім керівником, диригентом Об'єднання музичних ансамблів одеської обрядової фірми «Свято».

## Відзнаки
Нагороджений:
- орденом Червоної Зірки (26 жовтня 1955);
- медалями «За перемогу над Німеччиною» (9 травня 1945), «За бойові заслуги» (30 квітня 1954)[1].

Заслужений діяч мистецтв УРСР з 1967 року.